# Perú en los Juegos Bolivarianos
Perú participa en los Juegos Bolivarianos desde la primera edición realizada en Bogotá (Colombia) en 1938 y en donde ocupó el primer puesto. 
En las primeras 16 ediciones de la competición solo participaban las 6 repúblicas liberadas por Simón Bolívar.
El país se encuentra representado en los Juegos Bolivarianos por el Comité Olímpico Peruano. Además, Perú fue sede de la segunda, decimotercera y decimoséptima edición de los juegos.

## Medallero histórico[1]
| Sede                             | Oro           | Plata         | Bronce        | Total         | Posición      |
| -------------------------------- | ------------- | ------------- | ------------- | ------------- | ------------- |
| Bogotá 1938                      | 26            | 22            | 17            | 65            | 1/6           |
| Lima 1947-48                     | 65            | 52            | 43            | 160           | 1/6           |
| Caracas 1951                     | 40            | 39            | 25            | 104           | 1/6           |
| Baranquilla 1961                 | 11            | 16            | 9             | 36            | 4/5           |
| Quito y Guayaquil 1965           | 23            | 33            | 24            | 80            | 3/6           |
| Maracaibo 1970                   | 34            | 40            | 22            | 96            | 3/6           |
| Ciudad de Panamá 1973            | 21            | 35            | 32            | 88            | 4/5           |
| La Paz 1977                      | 26            | 34            | 39            | 99            | 3/6           |
| Barquisimeto 1981                | 16            | 37            | 40            | 93            | 4/6           |
| Ambato, Cuenca y Portoviejo 1985 | 27            | 23            | 56            | 106           | 3/6           |
| Maracaibo 1989                   | 31            | 31            | 47            | 109           | 3/6           |
| Santa Cruz y Cochabamba 1993     | 32            | 43            | 56            | 131           | 3/6           |
| Arequipa 1997                    | 50            | 66            | 95            | 211           | 3/6           |
| Ambato 2001                      | 32            | 32            | 46            | 110           | 4/6           |
| Armenia y Pereira 2005           | 25            | 19            | 58            | 102           | 4/6           |
| Sucre 2009                       | 36            | 39            | 81            | 156           | 4/6           |
| Trujillo 2013                    | 61            | 61            | 104           | 226           | 4/11          |
| Santa Marta 2017                 | 32            | 53            | 69            | 154           | 5/11          |
| Valledupar 2022                  | 33            | 40            | 72            | 145           | 5/11          |
| Ayacucho 2024                    | 49            | 38            | 27            | 114           | 1/10          |
| Lima y Ayacucho 2025             | Evento lejano | Evento lejano | Evento lejano | Evento lejano | Evento lejano |
| Total                            | 670           | 753           | 962           | 2385          | 3/11          |